# 張通典
张通典（1859年8月20日—1915年8月14日），字伯纯，湖南省湘乡县景庆乡泉井坳一字墙人。清朝末年维新派人士，中国民主革命家，中华民国政治人物。武昌起义后，推动“江苏独立”。

## 生平

### 维新派人士
张通典生于一个士大夫家庭，其父張海英曾在同治年间任浙江省严州府知府。张通典15岁应考入庠。他自幼受王夫之、黄宗羲、顾炎武的影响，一心救国，后遂无意科举。20岁之后，张通典到长沙、武昌游学。1889年，他应邀入两江总督曾国荃幕，负责奏牍，并兼任江南水师学堂提调。1896年，应湖南巡抚陈宝箴之邀，张通典在长沙倡办湖南矿务总局，总局下设有十几个分局，其中设在龙王山、水口山、黄金洞矿的各分局，年收入达200万两。张通典还设立宝善成机器厂，创用电灯并设立和丰火柴公司。
1898年，张通典在长沙投入维新运动，经陈宝箴、黄遵宪支持，和谭嗣同、陈三立、康有为、梁启超等倡办南学会，并兴办时务学堂，创办《湘学报》、《湘报》、《时务报》。清廷开经济特科后，两江总督刘坤一将张通典的才学上奏清廷，并写信劝张通典到北京应征，被张通典婉拒。不久，戊戌政变发生，陈宝箴遭革职，张通典乃离开湖南赴湖北武昌。

### 自立军起义
1899年，张通典应邀入湖广总督张之洞幕，负责湖北全省军务。他编练新军，并推荐黄泽生以及族叔张紫峰任新军军官。同时，他联系唐才常、毕永年，发动鄂军中下层军官及士兵加入唐才常的组织，成立自立军。1900年初，张通典、容闳、严复等人在上海张园参加唐才常主持的国会，决定8月9日在湖南、湖北、安徽等处共同起义。自立军起义失败后，唐才常被处决，张通典逃往上海，入两江总督刘坤一幕。1902年，刘坤一在任上病逝，周馥继任，任命张通典为两江学务处参议，兼编纂《学务杂志》。张通典排除困难，创办了养正学校、养正女学、湖南旅宁公学。

### 参加同盟会
中国同盟会成立后，张通典当即加入，并且奉孙文手令主持江南江北党务，推介《民报》，结交蔡锷、赵声、禹之谟、秦力山等革命人士。清廷闻讯，乃密令两江总督端方侦办。张通典遂接受同盟会同志邀请，到安徽芜湖任皖江中学校长，任内邀请陶成章、苏曼殊等来校任教。后因受地方官员疑忌，一年后，张通典辞职回到南京。
1907年，张通典应江苏巡抚陈启泰的邀请，赴苏州帮助陈启泰推行新政。不久，两江总督端方得知此消息，急电陈启泰称，“闻张通典为乱党巨魁，着即逮捕解省候审。”陈启泰接到来电，将电报示于张通典，张通典说：“我是否乱党，姑且不论，但一入端方之手，决无生还之理。我一介草民，死固不足惜，但大人这任用乱党的失察之罪，是免不了的，端方醉翁之意不在酒耳。”陈启泰遂亲自到南京力保张通典决未参加乱党，张通典乃得免。但是，端方聘请张通典的次女张默君为设在南京的江苏省立粹敏女校教务长，企图以张默君作为人质牵制张通典。1908年，端方直接调张通典到两江总督衙门任职，并令其全家迁居南京。
1909年，清廷捕杀了许多革命党人。在南京同张通典联络的革命党人杨卓霖、仇匡被捕并遭处决，孙毓筠遭到拘禁，龚百炼逃走。他们平时购置的一部分军火仍然藏在张通典家里。此时端方怀疑龚百炼逃入张通典家，乃派张通典出差。张通典刚出发，军警便奉端方的手令冲入张通典家搜查，但因张通典离家前已嘱咐妻子何承徽、女儿张默君转移或烧毁了党内文件及秘信，将军火沉入池塘，故军警一无所获。张通典回到家后，乃辞职。
此后，两广总督张鸣岐邀请张通典赴广西柳州督办柳州垦务。张通典认为自己不适合留在南京，又准备协助在广西练兵的蔡锷掌握所部新军以投入革命，于是接受了邀请，将次女张默君留在南京粹敏女校任上，自己和妻子到柳州赴任。
1911年春，张通典、赵声潜赴香港，和黄兴等人策划广州起义，此后张通典到广州，在警署内准备策应起义。起义失败后，张通典脱险，又潜回柳州。

### 辛亥革命
1911年10月10日武昌起义爆发，次女张默君从上海发出急电，请张通典从柳州来上海领导起义。11月3日，张通典抵达上海。当时，辛亥上海光复，陈其美任都督。张通典拜会陈其美，答应光复苏州，以策应上海和南京。11月4日，张通典携次女张默君、长子张元祜及革命党人50多人潜入苏州，并连夜召集新军中已投向革命党的陆军标统朱琛甫、章逖秋，水师管带王扶轩及江苏各界代表一百多人开会，商议光复苏州。当时江苏巡抚程德全面对革命形势犹豫不决，不敢投向革命党。11月5日，张通典率部攻入江苏巡抚衙门，解除了衙门卫队的武装。江苏巡抚程德全被迫就任江苏都督，投向革命党方面，是谓“江苏独立”。
南京临时政府成立后，张通典被孙文聘为内务司长，不久任临时总统府秘书。临时政府解散后，张通典回到湖南家乡。
1915年8月14日，张通典在湘潭逝世，享年57岁。